# Fredrik Svensson
Fredrik Svensson es un deportista sueco que compitió en vela en la clase Europe. Ganó una medalla de oro en el Campeonato Mundial de Europe de 2003.

## Palmarés internacional
| Campeonato Mundial | Campeonato Mundial | Campeonato Mundial | Campeonato Mundial |
| Año                | Lugar              | Medalla            | Clase              |
| ------------------ | ------------------ | ------------------ | ------------------ |
| 2003               | Cádiz (España)     | Medalla de oro     | Europe             |